# Chhapari
Chhapari (en népalais : छपरी) est un comité de développement villageois du Népal situé dans le district de Darchula. Au recensement de 2011, il comptait 2 822 habitants.